# Sarcoramphus
Sarcoramphus is een geslacht van vogels uit de familie van de gieren van de Nieuwe Wereld (Cathartidae).
Uitgestorven leden van het geslacht zijn onder andere Sarcoramphus kernense uit het Midden-Plioceen van Noord-Amerika, en Sarcoramphus fisheri uit het Laat-Pleistoceen van Peru.

## Soorten
- Sarcoramphus papa  – Koningsgier

Uitgestorven soorten: 
- Sarcoramphus kernense
- Sarcoramphus fisheri